# کوین چاپمن
کوین چاپمن (انگلیسی: Kevin Chapman؛ زادهٔ ۲۹ ژوئیهٔ ۱۹۶۲) یک هنرپیشه، و تهیه‌کننده اهل ایالات متحده آمریکا است. وی از سال ۱۹۹۸ میلادی تاکنون مشغول فعالیت بوده‌است.
از فیلم‌ها یا برنامه‌های تلویزیونی که وی در آن نقش داشته است می‌توان به بازی‌های ترور، رودخانه میستیک، مظنون، توقف‌ناپذیر، نردبان ۴۹، آفتاب تمیز کردن، خیابان تنهایی، عواقب و سرزمین بد اشاره کرد.
در مجموعه مظنون در نقش یک کارآگاه به نام لیونل فاسکو بازی می‌کند.